# Chiesa di Santiago (Puente la Reina)
La chiesa di Santiago, in spagnolo Iglesia de Santiago, è un luogo di culto cattolico nel comune di Puente la Reina nella comunità autonoma di Navarra. Posta sul Camino Francés, uno dei rami del Cammino di Santiago di Compostela, la sua costruzione risale al XII secolo e in Spagna è considerata un Bien de Interés Cultural.

## Storia
La chiesa fu costruita nel XII secolo in epoca romanica e ricostruita 4 secoli dopo quando sopra l'antico tempio ne fu edificato un altro a croce latina con navata unica conservando alcune mura esterne e due dei suoi portali originali, uno anteriormente e l'altro sulla destra.

## Descrizione

### Esterni
La torre campanaria a pianta ottagonale si alza dall'abitato di Puente la Reina aiutando il cammino dei pellegrini sul Camino Navarro e sul Camino Francés. Il tempio si trova nella stretta Rúa Mayor. La facciata è caratterizzata dal portale monumentale che, anche se si è degradato col tempo, offre ancora l'idea di ciò che era al momento della scultura delle sue decorazioni.

### Interni
L'interno è ampio e conserva numerose opere d'arte. Nella navata maggiore è degna di nota la grande pala d'altare raffigurante il titolare Santiago e risalente al XVIII secolo. Nella sala sono conservate due importanti sculture gotiche raffiguranti San Bartolomeo e San Giacomo Apostolo, noto anche come Santiago “beltza”.